# Olimpíada de xadrez de 1988

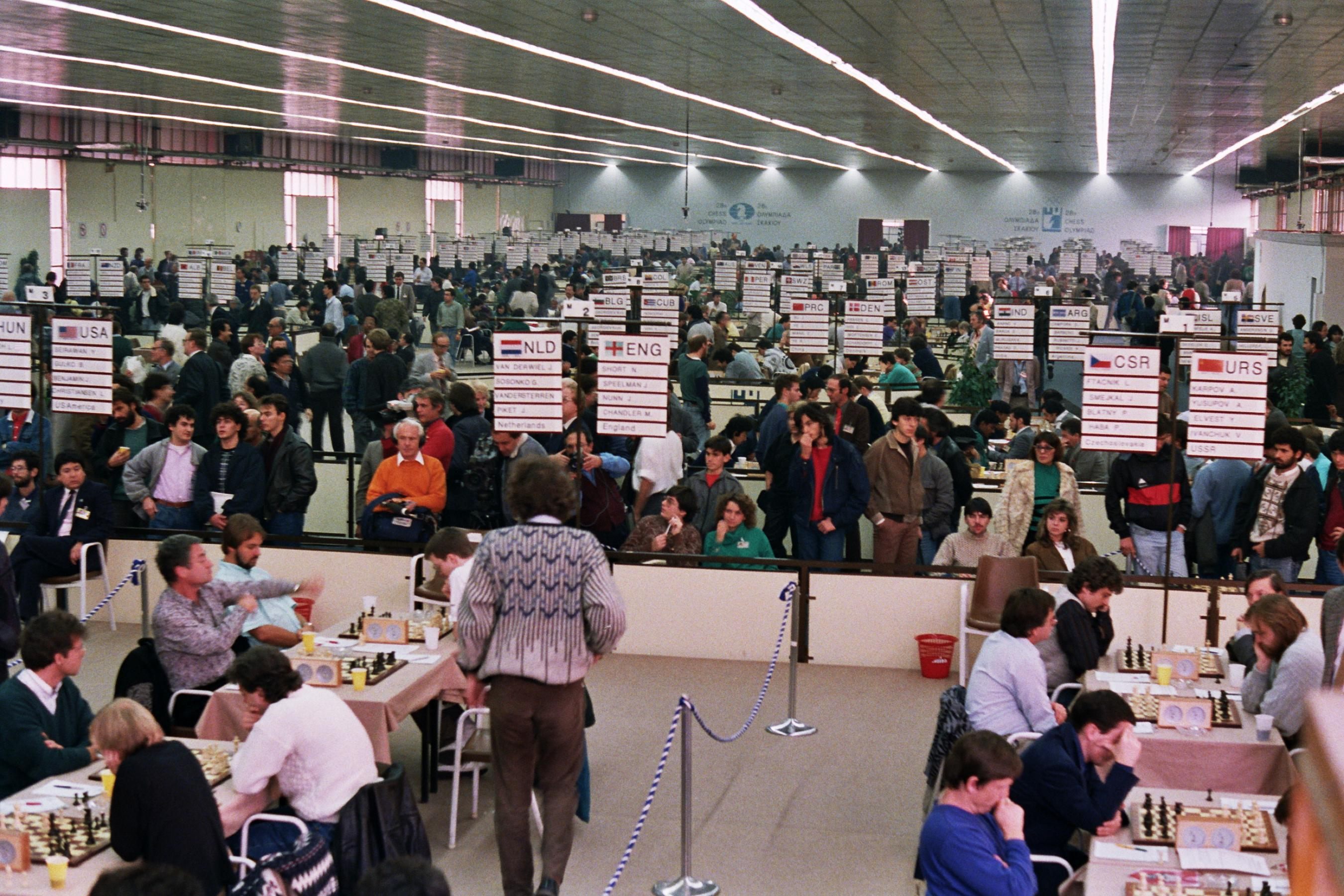
Sala do torneio da Olimpíada de Xadrez de 1988 em Salonica.

A Olimpíada de xadrez de 1988 foi a 28.ª edição da Olimpíada de Xadrez organizada pela FIDE, realizada em Salónica entre os dias 12 de novembro e 30 de novembro. A equipe da União Soviética (Garry Kasparov, Anatoly Karpov, Artur Yusupov, Alexander Beliavsky, Jaan Ehlvest e Vassily Ivanchuk) venceu a competição, seguidos da Inglaterra (Nigel Short, Jonathan Speelman, John Nunn, Murray Chandler, Andrew Jonathan Mestel e William Watson) e Holanda (John Van der Wiel, Gennadi Sosonko, Paul Van der Sterren, Jeroen Piket, Marinus Kuijf e Rudy Douven). A edição da Olimpíada de xadrez para mulheres teve como vencedoras a Hungria (Judit Polgár, Susan Polgár, Sofia Polgár e Ildikó Mádl), seguidas da União Soviética (Maia Chiburdanidze, Elena Akhmilovskaya, Irina Levitina e Marta Litinskaya) e Iugoslávia (Alisa Marić, Gordana Marković, Suzana Maksimović e Vesna Mišanović).

## Quadro de medalhas

### Masculino
| Tabuleiro   | Ouro                                       | Prata                | Bronze                                                              |
| 1.º         | URS Garry Kasparov                         | HUN Lajos Portisch   | TUR Suat Atalik                                                     |
| 2.º         | URS Anatoly Karpov                         | VEN António Palacios | PAK Shahzad Mirza IVB Mike Senkiewicz                               |
| 3.º         | GUA Carlos Antonio Reyes Nájera            | ENG John Nunn        | VEN Lazlo Tapaszto ROM Mihail Marin DOM Gustavo Sevillano Hernández |
| 4.º         | THA Suchart Chaivichit                     | SEN Gorgui Gueye     | JOR Husein Battikhi BEL Ronald Weemaes                              |
| 1.º res     | ITA Ennio Arlandi ESA Eduardo Vásquez      |                      | UAE Najib Mohamed Saleh AHO R. Cappello                             |
| 2.º res     | BAN Tahmidur Rahman ARG Jorge Gómez Baillo |                      | CYP Costas Perdikis                                                 |
| Performance | URS Garry Kasparov                         | URS Anatoly Karpov   | HUN Lajos Portisch                                                  |

### Feminino
| Tabuleiro   | Ouro                               | Prata                   | Bronze                |
| 1.º         | SWE Pia Cramling                   | SUI Tatiana Lemachko    | HUN Susan Polgar      |
| 2.º         | HUN Judit Polgar                   | URS Elena Akhmilovskaya | IRL Mairéad O'Siochrú |
| 3.º         | CHN Peng Zhaoqin AUT Maria Horvath |                         | NGR Ime Etokowo       |
| res         | BAN Y. Begum                       | URS Marta Litinskaya    | YUG Vesna Bašagić     |
| Performance | HUN Judit Polgar                   | URS Elena Akhmilovskaya | SWE Pia Cramling      |